# Éric Bitoun
Pour les articles homonymes, voir Bitoun.
 (mai 2020).
Éric Bitoun (né le 13 août 1960) est un réalisateur et producteur français.
Il crée en 1987 sa société de production, Skopia Films.
Éric Bitoun a également repris une ancienne marque de chocolat, Le Chocolat Idéal, dont la création remonte au XIXe siècle.

## Filmographie

### Courts-métrages produits
- 1983 : Une nouvelle chaîne, d'Éric Bitoun
- 1984 : La Bonne Dose, d'Éric Bitoun
- 1986 : Les Demoiselles de Monceau, d'Éric Bitoun
- 1987 : Ça tourne mal, d'Éric Bitoun
- 1988 : Nuit de fête, d'Éric Bitoun
- 1989 : Champagne et petits fours, d'Éric Bitoun
- 1990 : Un sale quart d'heure pour l'art, d'Éric Bitoun
- 1992 : Mes Fiançailles avec Hilda, d'Éric Bitoun
- 1993 : Cathodique, de Michel Kammoun
- 1993 : Coupez !, de Christian Nottola
- 1993 : Damned, d’Astrid Lecardonnel
- 1993 : Dracula mon amour, de Serge Abi-Yaghi
- 1993 : Escabeau de secours, de Serge Abi-Yaghi
- 1994 : Jonathan, de François Lecauchois
- 1994 : La Vie est vraiment mal faite, de Patrice Pass
- 1995 : 7 ans et demi de réflexion, de Sylvie Flepp
- 1995 : Vroum vroum, de Frédéric Sojcher
- 1996 : Le Bonheur existe, de Serge Abi-Yaghi
- 1996 : La Vie est brutale, d’Ève Brian
- 1997 : Amis pour la vie, d'Éric Bitoun
- 1997 : Décalcomania, de Hervé Bellech
- 1997 : L'Enfant qui connaissait les femmes, de Laurent Vinas-Raymond
- 1997 : Mona, les chiens, le désir et la mort, de Jean-François Perfetti
- 1997 : Rendez-vous de l'écluse, de Jean-François Le Moing
- 1998 : Les Petits Rêves, d'Éric Bitoun
- 1998 : Le premier des deux qui rira, de Cyril Mennegun
- 1999 : La Galette, d'Éric Bitoun
- 1999 : Oiseau de malheur, de Henri-Paul Korchia
- 1999 : Singerie, de Claire Aziza
- 2001 : William sort de prison[1], d'Éric Bitoun
- 2001 : Comme ça j'entends la mer, d'Hélène Milano
- 2001 : La Femme seule à la robe bleue, de Léon Clémence
- 2001 : La Véritable Histoire de Nono Caneton, de Henri-Paul Korchia
- 2008 : Cdd pour la vie, d'Éric Bitoun

### Réalisateur d'émissions télévisées
- 2006 : La Nuit du Court 2006
- 2007 : La Nuit du Court 2007
- 2008 : La Nuit du Court 2008
- 2009 : La Nuit du Court 2009
- 2010 :  La Nuit du Court 2010
- 2011 :  La Nuit du Court 2011
- 2012 :  La Nuit du Court 2012

### Documentaires télévisuels produits
- 1997 : L'Homme orchestre, de Jean-Pierre Bozon
- 2001 : Paroles d'ados[2], d'Éric Bitoun
- 2002 : Avoir 17 ans, d'Éric Bitoun
- 2002 : Le Village d’enfants, de Sandrine Dumarais
- 2003 : La Dernière Année de lycée, d'Éric Bitoun
- 2003 : Avoir cent ans, de Noël Alpi
- 2003 : Catherine et Jacques en Seine, de Philippe Claudon
- 2003 : Le Laboratoire du rêve, de Philippe Chapuis
- 2003 : Le Mariage dans l’Islam, de Noël Alpi
- 2004 : L'Amour n'a plus droit de cité, de Philippe Claudon
- 2004 : Awara, de Natacha Sautereau
- 2004 : En résidence, de Katia Steinhart
- 2004 : Lyon, métamorphoses d'une ville, de Philippe Chapuis
- 2004 : Mariées pour le pire, de Sabrina Van Tassel
- 2004 : Les Raccrocheurs, de Katia Steinhart
- 2004 : Vinyle, de Henri-Paul Korchia
- 2004 : Vivre chez soi, de Noël Alpi
- 2005 : Déjà grands !, d'Éric Bitoun
- 2005 : L'Air qu'on respire, de Natacha Sautereau
- 2005 : Je ne suis pas ce que vous croyez, de Philippe Claudon
- 2005 : Le Lycée, ma vie et moi, de Noël Alpi
- 2005 : Tu seras docker, mon fils !, de Philippe Claudon
- 2006 : Visite du château de la Malmaison, d'Éric Bitoun
- 2006 : Ad Aeternam, de Philippe Coll
- 2006 : Esclaves de la terre, de Julien Farrugia
- 2006 : Paysans sans terre, de Julien Farrugia
- 2006 : Pêcheurs en Doris, de Noël Alpi
- 2007 : Jamais sans mon cheval, d'Éric Bitoun
- 2007 : Je suis née à 16 ans[3], d'Éric Bitoun
- 2007 : Il était une fois, ma cité, de Philippe Claudon
- 2008 : Barbey le Diabolique, de Franck Sanson
- 2008 : Sans lui, sans elle, de Claude Couderc
- 2009 :  La Dernière tentation, de Claude Couderc
- 2010 : Fans de fanfares, d'Éric Bitoun
- 2010 :  Les Enfants parents, de Claude Couderc
- 2010 : Je suis blanc de peau, de Franck Sanson
- 2010 :  Marine en tongs, de Philippe Claudon
- 2010 : Mères à 14 ans... 20 ans plus tard, de Claude Couderc
- 2010 :  Nkapa, une affaire africaine, de Franck Sanson
- 2011 : Un paradis perdu, d'Éric Bitoun
- 2011 : Bien élevé, mal élevé... 20 ans plus tard, de Claude Couderc
- 2011 : Dans les jardins de Babel City, de Philippe Claudon
- 2011 : Les Enfants à la clef 23 ans plus tard, de Claude Couderc
- 2011 : Je suis en pension, 17 ans après, de Claude Couderc
- 2012 : Florent, un français au Japon, d'Éric Bitoun
- 2012 :  L'Histoire fondante du chocolat Menier, d'Éric Bitoun
- 2012 : Le Cirque bidon, de Michel Sallandre
- 2012 :  Jean Claude Casadesus le goût des autres, de Claude Couderc
- 2012 : Le facteur sonnera-t-il toujours deux fois ?, de Claude Couderc
- 2012 :  Les Petits Médiateurs ou Chronique de la non-violence à l'école, d’Agnès Holo
- 2013  :  Le Bon Goût français au pays des maharajahs, de Frédéric Cristea
- 2013 :  Jean Claude Casadesus le goût des autres, de Claude Couderc
- 2013 : L'Homme qui voulait déplacer la montagne, de Jean-François Delassus
- 2014 :  L'Histoire gourmande de Lu, d'Éric Bitoun
- 2014 :  L'Histoire savoureuse de Banania, d'Éric Bitoun
- 2014 :  Au 14 février, de Franck Sanson
- 2014 :  Aventures en terres australes, de Frédéric Cristea
- 2014 :  Le Bon Goût français au pays des maharajas, de Frédéric Cristea
- 2014 :  L'Homme qui voulait déplacer la montagne, de Jean-François Delassus
- 2014 :  Mall of America, de Sabrina Van Tassel
- 2014 :  Le Printemps du Nouveau Siècle, d’Isabelle Soulard
- 2014 :  Souriez, vous allez disparaître, de Jean-François Delassus
- 2014 :  La Traversée du bout du monde, de Frédéric Cristea
- 2015 :  La Belle Histoire du chocolat Poulain, d'Éric Bitoun
- 2015 :  L'Histoire glamour de DIM, d'Éric Bitoun
- 2015 :  Martine Carol, plus dure sera la chute, d'Éric Bitoun
- 2015 :  Dans la peau d'un touriste, de Jérôme Jurion et Araz Gulekjian
- 2015 :  Ils refont le film, de Brice Martinelli
- 2015 :  Somme 1916, de Jean-François Delassus
- 2015 :  Une nuit au Grévin, de Patrice Leconte (documentaire-fiction)
- 2016 :  Guillaume Depardieu, itinéraire d'un enfant terrible, d’Alexandre Bitoun
- 2016 :  Nos vieux, de Franck Sanso
- 2017  :  La Bataille de la pilule, d'Éric Bitoun et Stéphane Benhamou
- 2017 :  Martine Carol, plus dure sera la chute, d'Éric Bitoun
- 2017 :  2 bis rue du Conservatoire, de Jean-Pierre Mocky
- 2017 :  A la recherche des pierres précieuses, de Brice Martinelli
- 2017 :  Pygmées à ciel ouvert, de Franck Sanson
- 2018  :  L’Homme aux bas nylon, d'Éric Bitoun
- 2018 :  Boutiques obscures, de Patrice Leconte
- 2018 :  Ces animaux, stars de cinéma , de Bernard Cazedepats
- 2019  :  LA LA LA, d'Éric Bitoun
- 2019 :  FBI, le dossier Chaplin, de Patrick Cabouat
- 2019 :  Jumeaux, Jumelles, de Benoîte Juneaux
- 2019 :  Les Maîtres des Jeux télé, de Jacques Pessis
- 2020  :  Chanel l'insoumise, d'Éric Bitoun
- 2020 :  Du rêve à la réalité, de Benoîte Juneaux
- 2020 :  Académie Française, voyage au pays des Immortels, de Serge Moati
- 2020 :  Alexandre Le Grand, l’autre conquérant, de Thierry Bellaïche
- 2021 :  Les 100 vies de Francis Blanche, de Jacques Pessis
- 2021 :  Une carrière à cœur ouvert, de Jean-François Delassus
- 2021 :  Moulinex, de presse-purée à la conquête du monde, de Thierry Bellaïche
- 2021 :  Mitterrand et la télévision, de Serge Moati
- 2021 :  Chanel, l’insoumise, d’Eric Bitoun
- 2021 :  Quand le rêve devient réalité, de Benoîte Juneaux
- 2022 :  Louis de Funès, le rire éternel, de Jacques Pessis et Thierry Bellaïche
- 2022 :  La petite fille au napalm, de Patrick Cabouat
- 2022 :  Paul Ricard, un enfant de Marseille, d’Eric Bitoun
- 2022 :  Raymond Devos dans tous ses sens, de Jacques Pessis
- 2022 :  Le Luron en campagne, de Jacques Pessis
- 2022 :  Passion Chocolat, d’Elisabeth Chaya
- 2022 :  Norbert Saada, producteur de légendes, de Serge Moati
- 2023 :  Pierre Dac, le parti d’en rire, de Jacques Pessis
- 2023 :  la dure vie des surdoués, d’Alexandre Bitoun
- 2023 :  La folle histoire du Club Med, d’Eric Bitoun
- 2023 :  Bourvil, le rire et la tendresse, de Jacques Pessis et Thierry Bellaïche
- 2023 :  Le camembert, un roman national,  de Thierry Bellaïche
- 2024 :  Coluche, la véritable histoire d’un mec,  de Jacques Pessis et Thierry Bellaïche
- 2024 :  Ne crains pas le bruit de mes ailes, de Fanny Ardant